# Stanisław Odrowąż ze Sprowy (zm. 1545)
Stanisław Odrowąż herbu Odrowąż (1509–1545) – wojewoda ruski w latach 1543–1545, wojewoda podolski w 1535 roku, wojewoda bełski w 1535 roku, kasztelan lwowski w latach 1533–1535, kasztelan biecki w 1533 roku, starosta generalny ruski od 1534 roku, starosta samborski w 1513 roku, starosta zamechski w 1540 roku.
Syn Jana Odrowąża, późniejszego wojewody ruskiego i Anny Jarosławskiej-Tarnowskiej herbu Leliwa.
Poseł na sejm piotrkowski 1533 roku z ziemi przemyskiej. 
W lutym 1537 roku skazany wraz z żoną Anną przez sąd sejmowy za obrazę majestatu. W wyniku tego odebrano mu starostwo lwowskie, samborskie i Bar na Podolu.
Żenił się dwukrotnie:
- Katarzyna Górka herbu Łodzia, córka Łukasza,
- Anna Mazowiecka, córka księcia mazowieckiego Konrada III Rudego.

Z drugą żoną miał córkę Zofię Odrowążównę, którą wydano za Jana Krzysztofa Tarnowskiego a następnie za kasztelana Jana Kostkę. Anna, córka Zofii i Jana Kostki, wyszła za mąż za kniazia Aleksandra Ostrogskiego.

## Drzewo
| Iwan Ostrogski ∞ Maria Bielska                                                                    | Semen Holszański ∞ Anastazja Zbaraska (Nieświcka)                                                 | Jan Tarnowski ∞ Barbara                                             | Szydłowiecki ∞ X                                                    | Jakub Kostka ∞ Anna Rokus von Sehfelden                             | von Eulenburg ∞ X                                                   | Jan Odrowąż ∞ Anna Jarosławska-Tarnowska                              | Konrad III ∞ Anna Radziwiłłówna                                       |
| Konstanty Ostrogski (1460-1530) herbu Ostrogski ∞ Tatiana Holszańska (+1521) herbu Hippocentaurus | Konstanty Ostrogski (1460-1530) herbu Ostrogski ∞ Tatiana Holszańska (+1521) herbu Hippocentaurus | Jan Amor Tarnowski (1488–1561) herbu Leliwa ∞ Zofia Szydłowiecka    | Jan Amor Tarnowski (1488–1561) herbu Leliwa ∞ Zofia Szydłowiecka    | Stanisław Kostka (1487–1555) herbu Dąbrowa ∞ Elżbieta von Eulenburg | Stanisław Kostka (1487–1555) herbu Dąbrowa ∞ Elżbieta von Eulenburg | Stanisław Odrowąż (+1545) herbu Odrowąż ∞ Anna mazowiecka (1498–1557) | Stanisław Odrowąż (+1545) herbu Odrowąż ∞ Anna mazowiecka (1498–1557) |
| Konstanty Wasyl Ostrogski (1526–1608) ∞ Zofia Tarnowska (1534–1570)                               | Konstanty Wasyl Ostrogski (1526–1608) ∞ Zofia Tarnowska (1534–1570)                               | Konstanty Wasyl Ostrogski (1526–1608) ∞ Zofia Tarnowska (1534–1570) | Konstanty Wasyl Ostrogski (1526–1608) ∞ Zofia Tarnowska (1534–1570) | Jan Kostka (1529–1581) ∞ Zofia Odrowążówna (1540–1580)              | Jan Kostka (1529–1581) ∞ Zofia Odrowążówna (1540–1580)              | Jan Kostka (1529–1581) ∞ Zofia Odrowążówna (1540–1580)                | Jan Kostka (1529–1581) ∞ Zofia Odrowążówna (1540–1580)                |
| Aleksander Ostrogski (1570−1603) ∞ Anna Kostczanka (Kostka) (1575−1635)                           |                                                                                                   |                                                                     |                                                                     |                                                                     |                                                                     |                                                                       |                                                                       |